# Florence Duperval Guillaume
Florence Duperval Guillaume (ur. w Port-au-Prince) – haitańska polityk, minister zdrowia w rządzie Laurenta Lamothe. Po jego rezygnacji pełniła obowiązki premiera Haiti od 20 grudnia 2014 do 16 stycznia 2015 roku. Jej następcą został Evans Paul.